# مازگیرت
مازگیرت (به ترکی استانبولی: Mazgirt) یک منطقهٔ مسکونی در ترکیه است که در استان تونجلی واقع شده‌است. مازگیرت ۱٬۴۴۷ متر بالاتر از سطح دریا واقع شده‌است.